# بوب سميث (مدرب رياضي)
بوب سميث (بالإنجليزية: Bob Smith)‏ هو مدرب رياضي أمريكي، ولد في 22 أبريل 1940.